# Stany Nowe
Stany Nowe (do 2008 Potok-Stany Kolonia Trzecia) – wieś w Polsce położona w województwie lubelskim, w powiecie janowskim, w gminie Potok Wielki. Do 2007 roku nosiła nazwę Potok-Stany Kolonia Trzecia.
W latach 1975–1998 miejscowość administracyjnie należała do województwa tarnobrzeskiego. Według Narodowego Spisu Powszechnego (03.2011 r.) wieś liczyła 297 mieszkańców.